# Scott Maslen
Scott Alexander Maslen (Londres, Inglaterra; 25 de junio de 1971) es un actor inglés, más conocido por haber interpretado a Phil Hunter en la serie The Bill y actualmente por dar vida a Jack Branning en la serie EastEnders.

## Biografía
Es nieto de William Suckling. Scott es vegetariano.
En 1998 se graduó de la escuela de Música y Drama Guildhall. Después de salir de la secundaria se unió a la Infantería de Marina sin embargo se rompió la pierna un poco antes de su entrenamiento y lo dejó. Poco después fue descubierto como modelo mientras se encontraba de vacaciones.
Es muy buen amigo de las actrices Ingrid Tarrant y Samantha Womack. Scott y Womack se conocen desde que eran adolescentes, Samantha interpretó a su esposa Ronnie Mitchell en EastEnders. Womack es la madrina de Zak, el hijo de Scott y él es el padrino de los hijos de Samantha.
En 1999 comenzó a salir con la cantante y compositora Estelle Rubio, después de salir por casi nueve años la pareja se comprometió en agosto del 2008 y poco después se casaron el 6 de septiembre del mismo año. La pareja le dio la bienvenida a su primer hijo juntos, Zak Alexander Maslen el 25 de enero del 2001.

## Carrera
Anteriormente Scott fue modelo para Armani y Versace.
En 1999 hizo la película de GTA 2 haciendo el papel del protagonista Claude Speed.
En 2002 se unió al elenco de la serie The Bill, donde interpretó por cinco años al detective sargento Phillip "Phill" Hunter, en julio de 2007 se anunció que al terminar su contrato Scott se iría del programa, para unirse a EastEnders. El 29 de octubre de 2007, se unió al elenco de la exitosa serie británica EastEnders, donde interpretó a Jack Branning hasta el 15 de octubre de 2013. Scott regresó el 24 de diciembre de 2015 y desde entonces aparece en la serie.
En 2010 participó en la octava temporada del programa Strictly Come Dancing, donde su pareja fue la bailarina profesional Natalie Lowe; la pareja quedó en cuarto lugar. En 2015 apareció como invitado en la primera temporada de la serie The Royals, donde interpretó a una de las conquistas del príncipe Cyrus (Jake Maskall) durante el episodio "Infants of the Spring".

## Filmografía

### Series de televisión
| Año                          | Título                | Personaje        | Notas                       |
| ---------------------------- | --------------------- | ---------------- | --------------------------- |
| 2007 - 2013, 2015 - presente | EastEnders            | Jack Branning    | 764 episodios               |
| 2015                         | The Royals            | James Holloway   | 6 episodios                 |
| 2011                         | EastEnders: E20       | Jack Branning    | episodio # 3.1              |
| 2002 - 2007                  | The Bill              | Det. Phil Hunter | 240 episodios               |
| 2002                         | Heartbeat             | Alex Burton      | episodio "Closing the Book" |
| 2001                         | Peak Practice         | Andy Reece       | episodio "Body Beautiful"   |
| 2000                         | Lock, Stock...        | Jamie            | 7 episodios                 |
| 1999                         | Highlander: The Raven | Tom Ross         | episodio "Dead on Arrival"  |

### Películas
| Año  | Título                        | Personaje        | Notas                              |
| ---- | ----------------------------- | ---------------- | ---------------------------------- |
| 2011 | Sure Fire Hit: A Love to Kill | Ryan Tambermount | junto a Chris Noth & Vincent Regan |
| 2002 | Al's Lads                     | Sammy            | junto a Marc Warren                |
| 2001 | The Bombmaker                 | Capitán Payne    | junto a Mark Womack & Marc Warren  |
| 1999 | How to Breed Gibbons          | Stan             | corto - junto a Rhona Mitra        |

### Apariciones
| Año  | Título                              | Notas                      |
| ---- | ----------------------------------- | -------------------------- |
| 2010 | Strictly Come Dancing               | 27 episodios - concursante |
| 2002 | Strictly Come Dancing: It Takes Two | 11 episodios               |

### Videojuegos
| Año  | Título             | Personaje        |
| ---- | ------------------ | ---------------- |
| 2002 | Reign of Fire      | Quinn Abercromby |
| 1999 | Grand Theft Auto 2 | Claude Speed     |

## Premios y nominaciones
| Año  | Categoría                                  | Premio                | Serie      | Resultado |
| ---- | ------------------------------------------ | --------------------- | ---------- | --------- |
| 2017 | Best Actor                                 | British Soap Award    | EastEnders | Nominado  |
| 2012 | Sexiest Male                               | British Soap Award    | EastEnders | Ganador   |
| 2011 | Best Actor                                 | Inside Soap Award     | EastEnders | Nominado  |
| 2011 | Sexiest Male                               | Inside Soap Award     | EastEnders | Nominado  |
| 2011 | Sexiest Male                               | British Soap Award    | EastEnders | Ganador   |
| 2010 | Best Actor                                 | British Soap Award    | EastEnders | Ganador   |
| 2010 | Favourite Male Soap Star                   | TV Now Award          | EastEnders | Nominado  |
| 2009 | Favourite Male Soap Star                   | TV Now Award          | EastEnders | Nominado  |
| 2009 | Fight Club (junto a Jake Wood)             | All About Soap Award  | EastEnders | Ganadores |
| 2008 | Fatal Attraction (junto a Samantha Womack) | All About Soap Awards | EastEnders | Nominados |
| 2008 | Sexiest Male                               | British Soap Awards   | EastEnders | Ganador   |
| 2008 | Sexiest Male                               | British Soap Awards   | EastEnders | Nominado  |